# Vitörad jakamar
Vitörad jakamar (Galbalcyrhynchus leucotis) är en fågel i familjen jakamarer inom ordningen jakamar- och trögfåglar.

## Utbredning och systematik
Fågeln förekommer från Colombia öster om Anderna till nordöstra Peru och västra Amazonområdet i Brasilien. Den behandlas som monotypisk, det vill säga att den inte delas in i några underarter.

## Status
IUCN kategoriserar arten som livskraftig.